# ويهي وانغهو
الملكة ويهي من عشيرة تشوي , (의혜왕후 최씨 | 懿惠王后 崔氏) ، (ولدت في ؟ وماتت في ؟) ، هي عقيلة هوانجو ملك جوسون .
اسمها الفني هو ويبي (의비 | 懿妃) . اسمها بعد الوفاة هو الملكة ويهي (의혜왕후 | 懿惠王后) .

## حياتها
هي ابنة الأمير الداخلي يونغهينغ جونغهيوغونغ تشوي هانغي (영흥부원군 정효공 최한기 | 永興府院君 靖孝公 崔閑奇) . هي زوجة هوانجو يي جاتشن (환조 이자춘) ، ووالدة الملك تايجو مؤسس مملكة جوسون. كان اسم عائلة والدها تشو (cho) ولكن تم تغييره فيما بعد إلى تشوي (Ch'oe) من أجل الحصول على البركة الكاملة لزواجها،  كانت عائلتها تقيم منذ فترة طويلة في مقاطعة أنبيون والتي تعرف اليوم بمقاطعة كانغوون بكوريا الشمالية، والتي كانت تسمى في السابق ديونغجو (등؛ 伜؛ 州) خلال فترة كوريو. بعد أن أصبحت ثرية للغاية من خلال ادخار الكثير من المال، عُرفت عائلتها بالثراء بين السكان المحليين.
كسبت لقب ’’الملكة ويهي‘‘ ، وماتت في ؟ قبرها في موجود في مدينة هامهنغ في مقاطعة هامغيونغ الجنوبية ، في كوريا الشمالية .

## الأسرة
- الأب : الأمير الداخلي يونغهينغ جونغهيوغونغ تشوي هانغي (영흥부원군 정효공 최한기 | 永興府院君 靖孝公 崔閑奇) .
  - أب في القانون : دوجو ملك جوسون .
- الأم : من عشيرة يي (이씨 | 李氏) .
  - أم في القانون : الملكة غيونغسن .
- الزوج : هوانجو ملك جوسون .
- الأبناء :
  - الملك تايجو ، (يي سونغ غاي) ، ملك جوسون الأول ، (태조 이성계) ، الابن الوحيد .
- البنات :
  - الأميرة جونغهوا , (정화공주 | 貞和公主) ، الابنة الوحيدة .
- حفيد :
  - جون (조온) .